# 蔡適應
蔡適應（1973年6月14日—），中華民國政治人物、退伍軍人，民主進步黨籍，曾是中華民國陸軍志願役軍官，指職軍官班第一期畢，為備役陸軍砲兵上尉。曾任立法委員、基隆市議會議員、民進黨中央黨部發言人、民進黨基隆市黨部主任委員、經國管理暨健康學院兼任講師、基隆市觀光協會理事長、台灣四季文教協會秘書長。2022年6月22日獲得民進黨中執會提名參選基隆市市長，未能當選。

## 生平
大學就讀東海大學政治系，在學期間多次參與社運，大學畢業後服陸軍志願役指職軍官班第一期。退伍時為中華民國陸軍志願役備役砲兵上尉。

## 從政
取得碩士學歷後，蔡適應進入立委王拓服務處擔任助理，也曾在民進黨主席辦公室服務，歷任民進黨基隆市黨部評議委員、執行委員、黨政小組召集人。2003年，擔任立委王拓服務處主任。2004年，曾參與民進黨基隆市黨部執評委員選舉，舉辦號次抽籤時是唯一到場的候選人。。
2005年12月3日，在王拓的支持下，以議會最年輕之姿當選第16屆第5選區（安樂區）議員。2008年6月6日，蔡適應接任基隆市觀光協會理事長。2009年12月5日，當選第17屆基隆市第5選區（安樂區）議員，獲得該區第一高票。
2014年5日26日，民進黨中央黨部及全國縣巿黨部黨職於5月25日投票改選，由於張錦煌已擔任民進黨基隆市黨部主委兩任四年，不能再續任。蔡適應登記參選，最後獲得526票同額當選基隆市黨部主委，是史上最年輕的主委。並成功輔選林右昌當選基隆市市長、使得民進黨在基隆市議會得席次由6席成長至10席。
2014年11月29日，當選第18屆基隆市第5選區（安樂區）議員，獲得該區第一高票，得票數較上屆成長86.6%。2015年6月17日，民進黨召開中執會正式通過徵召蔡適應參選第九屆基隆市立法委員。
2016年1月16日，當選第9屆立法委員（基隆市選區）。2020年1月11日，當選連任第10屆立法委員（基隆市選區）。2017年1月14日，成立新住民服務中心，並於陽明海洋文化藝術館舉辦揭牌茶會，邀請陳秋妏擔任新住民服務中心主任。
2017年12月，立法院經委會審查《礦業法》修正草案，「地球公民基金會」召開記者會揭露收受「水泥及礦石產業」政治獻金的44位立委名單，蔡適應名列收台幣100萬元以上的名單內。。
2023年3月20日，蔡適應宣布放棄連任，並將全心投入2024總統輔選。
2023年7月1日，爭取基北北桃交通平權。立法委員蔡適應在2022年縣市首長選舉時，提出1280月票納台鐵與基隆，主打大眾運輸一票吃到飽，提升通勤運量、降低票價負擔；並獲得總統蔡英文肯定與支持。
2023年行政院交通部拍板定案-「TPASS 都會通」、「1200通勤月票」立法委員蔡適應實現競選時政見，實踐交通平權、推動TPASS 1200通勤月票。並在2023年7月1日實施前，懸掛看板宣布「適應政見、為你實現」。
2022年9月9日，立法委員蔡適應在2022年縣市首長選舉時，曾經提出「肺炎鏈球菌疫苗免費施打」由現行七十一歲降至六十五歲以上。2023年9月5日，衛生福利部疾病管制署宣布，ACIP決議公費肺炎鏈球菌疫苗擴大接種對象為65歲以上長者，且從接種1劑PPV疫苗，改為PPV疫苗與結合型疫苗各1劑，最快今年10月開始接種；立法委員蔡適應實現「肺炎鏈球菌疫苗免費施打」由現行七十一歲降至六十五歲以上政見。

## 選舉紀錄
| 年度 | 選舉屆數               | 選舉區               | 所屬政黨   | 得票數  | 得票率 | 當選標記 | 備註 |
| ---- | ---------------------- | -------------------- | ---------- | ------- | ------ | -------- | ---- |
| 2005 | 第十六屆基隆市議員選舉 | 基隆市第五選舉區     | 民主進步黨 | 3,602   | 9.26%  |          |      |
| 2009 | 第十七屆基隆市議員選舉 | 基隆市第五選舉區     | 民主進步黨 | 3,767   | 11.02% |          |      |
| 2014 | 第十八屆基隆市議員選舉 | 基隆市第五選舉區     | 民主進步黨 | 7,010   | 17.62% |          |      |
| 2016 | 第九屆立法委員選舉     | 基隆市立法委員選舉區 | 民主進步黨 | 78,707  | 41.45% |          |      |
| 2020 | 第十屆立法委員選舉     | 基隆市立法委員選舉區 | 民主進步黨 | 104,082 | 47.29% |          |      |
| 2022 | 第十九屆基隆市市長選舉 | 基隆市               | 民主進步黨 | 71,354  | 39.01% |          |      |

## 演出作品

### 電視劇
| 年份   | 播出頻道      | 片名            | 導演                   | 飾演                                         | 備註 |
| 2021年 | YouTube、公視 | 《國際橋牌社2》 | 汪怡昕、林世章、孫大軍 | 馬祖防衛司令部北高指揮部炮兵指揮部上校指揮官 | 客串 |

## 爭議

### 假基隆高中校友疑雲
國民黨基隆市議員張淵翔及市議員候選人王尚潔指控，蔡適應並非基隆高中校友，其從政16年以來，從未告訴過大家他是左營高中畢業，是基隆高中假校友，且蔡曾任基中校友會理事與傑出校友。國民黨台北市議員參選人楊植斗指出，根據基中校友會組織章程，只有一般「會員」才有被選舉權，「榮譽會員」沒有被選舉權。
蔡適應回應，他本人從來沒有說過自己唸過基隆高中，求職從政以來，未將基隆高中作為學歷紀錄，至於他的基隆高中「校友會身分」，係因基隆高中校友會有感於他任職市議員時協助校務推動，依據校友會章程以對學校有特殊貢獻的考量，邀請成為榮譽會員，亦曾經擔任理事，但彼時也表明自己並非基隆高中畢業。
張淵翔則表示詢問當年校友會所有的幹部，包括理事長在內，沒有任何人頒發「榮譽會員」給當時的市議員蔡適應。時任基中校友會第4屆、第5屆理事長林江葦指出當時是蔡主動要求加入的，並出示聲明書表明未授予蔡適應榮譽會員。

### 論文抄襲
2022年9月1日，蔡適應遭時代力量議員參選人劉仕傑、陳志明等人指控其國立臺北大學都市計劃研究所博士論文，出現抄襲維基百科、百度情形，其中包括以馬賽克拼貼30份文獻方式撰寫論文，其中涉抄襲藍逸之《都市競爭力、都市再生與鉅型開發：大臺北都市區域治理的觀點》比例最高，博論第170頁涉嫌抄襲藍逸之論文，全頁字數791字，抄襲字數達263字，抄襲比率達33%，且並未列入參考文獻，至於維基百科方面在論文第60頁，全頁字數527字，涉抄襲維基百科468字，抄襲比率達89%、百度方面涉嫌抄襲的頁面全頁字數903字，493字抄襲，抄襲比率達55%，甚至連林右昌投書遠見雜誌的內容都似乎有被蔡適應抄襲。
對此，蔡適應表示，畢業前跑過學術界常用的Turnitin等三大系統進行比對，原始文獻有300多筆，但因內容過多，刪減至260多筆，單一引用的比例僅2%，沒有超過學術標準的4%。蔡適應也坦承參考資料的確有漏列，這部分他虛心接受，不過論文禁得起考驗。他認為其他陣營的對手因覺得他的選情相對穩定，且居於領先的態勢，故意以論文的部分攻擊他，不過他相信基隆市民大多都是支持他的。
台北大學接獲檢舉案件後組成審查委員會，於2022年12月初判定抄襲並撤銷蔡適應博士學位。
2023年3月，蔡適應在向台北大學申訴後，台北大學決議在補正論文的前提下保留蔡適應的博士學位。蔡適應也因此表示他將不競選立委連任，專心修正論文與輔選2024總統大選。